# Fußball-Club Eintracht Schwerin e.V.
Fußball-Club Eintracht Schwerin e.V. é uma agremiação esportiva alemã, fundada em 1996, sediada em Schwerin, na Mecklenburg-Vorpommern.
O clube é fruto de uma fusão ocorrida a 1 de julho de 1997 entre Schweriner SC et le 1. FSV Schwerin. As duas entidades são herdeiras de numerosas equipes que datam da época da antiga Alemanha Oriental.

## Acontecimentos históricos
- 1947 – Constituição do SPORTGEMEINSCHAFT SCHWERIN.
- 1948 - Constituição do DEUTSCHE SPORTGEMEINSCHAFT VOLKSPOLIZEI SCHWERIN.
- 1949 - SPORTGEMEINSCHAFT SCHWERIN foi renomeado BETRIEBSSPORTGEMEINSCHAFT VORWÄRTS SCHWERIN.
- 1950 - BETRIEBSSPORTGEMEINSCHAFT VORWÄRTS SCHWERIN foi renomeado BETRIEBSSPORTGEMEINSCHAFT EINHEIT SCHWERIN.
- 1952 – Deslocamento da equipe principal do DEUTSCHE SPORTGEMEINSCHAFT VOLKSPOLIZEI SCHWERIN para Rostock. O time reserva toma o nome de SPORTGEMEINSCHAFT DYNAMO SCHWERIN.
- 1957 - BETRIEBSSPORTGEMEINSCHAFT EINGEIT SCHWERIN se torna SPORT-CLUB TRAKTOR SCHWERIN.
- 1964 - SPORT-CLUB TRAKTOR SCHWERIN se torna BETRIEBSSPORTGEMEINSCHAFT MOTOR SCHWERIN.
- 1988 - BETRIEBSSPORTGEMEINSCHAFT MOTOR SCHWERIN se torna BETRIEBSSPORTGEMEINSCHAFT MOTOR KABELWERK SCHWERIN.
- 1990 - BETRIEBSSPORTGEMEINSCHAFT MOTOR KABELWERK SCHWERIN se torna SPORT VEREIN SCHWERINER KABELWERK.
- 1990 – 17/04/1990, SPORTGEMEINSCHAFT DYNAMO SCHWERIN se torna POLIZEI SPORTVEREIN SCHWERIN.
- 1991 - SPORT VEREIN SCHWERINER KABELWERK se torna SCHWERINER SPORT-CLUB.
- 1991 – 01/07/1991, POLIZEI SPORTVEREIN SCHWERIN se torna FUSSBALL SPORTVEREIN SCHWERIN.
- 1996 – O departamento de futebol do SCHWERINER SPORT-CLUB se torna independente sob o nome de FUSSBALL CLUB EINTRACHT SCHWERIN.
- 1997 – 01/07/1997, FUSSBALL SPORTVEREIN SCHWERIN foi englobado pelo FUSSBALL CLUB EINTRACHT SCHWERIN.

## SV Schwerin 03
Foi fruto de uma fusão, em 1938, entre Schweriner FC 03 e VfB Schwerin. 

## Schweriner FC 03
O Schweriner FC 03 foi fundado em 1903. No ano seguinte foi o iniciador e um dos fundadores da Mecklenburgischer Fußball-Bund (MFB). Essa liga participou da criação, em abril de 1905, da Norddeutscher Spiel-Verband (NSV), que posteriormente se tornou um distrito.
O time jogou em diferentes ligas locais sob a égide da NSV. A partir de 1907, chegou seis vezes à final do Campeonato Alemão do Norte, mas não conseguiu jamais participar da fase final do Nacional.
De 1929 a 1933, o FC 03 chegou à Oberliga Lübeck-Mecklenburg, ganhando o último título. Com a chegada ao poder dos nazistas todas as ligas e federações foram dissolvidas de acordo com as diretrizes do regime.
O regime hitlerista através do Ministério Nazista dos Esportes reformou as competições e criou dezesseis ligas regionais intituladas Gauligas. Campeão da Oberliga Lübeck-Mecklenburg, o Schweriner FC 03 foi incluído na Gauliga Nordmark. Acabou rebaixado após uma única temporada. Em 1938, foi convidado a se juntar com o vizinho VfB Schwerin para formar o SV Schwerin 03.

### VfB Schwerin
Foi fundado em 1904 como FC Vorwärts Schwerin 1904. Suas cores eram verde e branco. Foi um dos fundadores da Mecklenburgischer Fußball-Bund (MFB). Em 1920, foi renomeado SC Vorwärts 04 Schwerin e um pouco depois foi rebatizado VfB Schwerin. Conquistou por duas vezes o título da Oberliga Lübeck-Mecklenburg, o que lhe valeu alcançar a fase final do Campeonato da Alemanha do Norte. Em 1938, o Vfb se fundiu ao Schweriner FC 03 para formar o SV Schwerin 03.

### SV Schwerin 03
A equipe recém-formada disputou a Gauliga na temporada 1939-1940, mas sofreu o descenso na mesma temporada. Em 1942, a Gauliga Normark foi dividida em três ligas distintas. Uma delas foi a Gauliga Meckenburg. O SV Schwerin 03 não evoluiu nas duas últimas temporadas durante a Segunda Guerra Mundial.
Em 1945, o clube foi dissolvido pelos aliados, como todas as equipes e associações alemãs de acordo com a Diretiva n° 23. E não foi jamais reconstituído.

## Títulos

### Schwerin FC 03
- Campeão da Mecklenburgischer Fußball-Bund: 1905, 1907;
- Campeão da Oberliga Lücbeck-Mecklenburg: 1933;

### VfB Schwerin
- Campeão da Oberliga Lücbeck-Mecklenburg: 1929, 1930;

### 1. FSV Schwerin
O predecessor do time foi a Schweriner Volkspolizei que foi criada em 1948 sob o nome de SG Deutsche Volkspolizei Schwerin. O escrete principal foi transferido em 1952 para Rostock e se tornou SG Volkspolizei Rostock. O reserva se tornou a nova equipe sob a denominação de SG Dynamo Schwerin.

### SG Dynamo Schwerin

Dynamo Schwerin

Desde 1953, o time subiu para a Bezirksliga Schwerin e conquistou o título na temporada seguinte. Atuou uma temporada na DDR-Liga, depois ela foi dividida. O Dynamo foi então endereçado à 2. DDR-Liga.
Em 1957, foi rebaixado à Bezirksliga Schwerin, a qual se tornara o quarto nível. Contudo, o time conquistou rapidamente o título e subiu. Ao término da temporada 1962-1963, a 2. DDR-Liga foi dissolvida. Mas como havia ganhado o título do Grupo 1, o Dynamo chegou ao nível 2, a 1. DDR-Liga que havia se tornado DDR-Liga.
A equipe se estabilizou definitivamente na DDR-Liga. Chegou à conquista do título do Grupo A, em 1975, mas sem reunir chances de chegar à DDR-Oberliga, então a fase final. Foi por duas vezes vice-campeão do Grupo A, em 1977 e 1984. Durante o curso da temporada 1989-1990, a DDR-Liga foi renomeada NOFV-Liga. Em 17 de abril de 1990, o Dynamo Schwerin se tornou Polizei SV Schwerin.

### Polizei SV Schwerin

PSV Schwerin

Durante a temporada 1989-1990, o Dynamo Schwerin disputou a final da FDGB-Pokal, a Copa da Alemanha Oriental, e perdeu por 2 a 1 para o Dynamo Dresden.
O agora Polizei SV Schwerin teve a honra de participar da Copa dos Campeões da Europa. Foi eliminado na primeira fase pelo Áustria de Viena (0 a 2 em casa e 0-0 fora).
Ao término da temporada seguinte, o PSV Schwerin foi rebaixado à Verbandsliga Mecklemburg-Vorpommern, o quarto nível do futebol alemão. Em 1 de julho de 1991 foi rebatizado 1. FSV Schwerin.

### 1. FSV Schwerin

1. FSV Schwerin

Vice-campeão em 1992, conquista o título no ano seguinte e chega à Oberliga Nordost. A temporada na terceira divisão não dura mais que uma em 1993-1994 quando foi instaurada a Regionalliga, correspondente ao terceiro nível. O 1. FSV passou então a disputar a Oberliga Nordost Nord, o nível quarto.
Em 1 de julho de 1997 o clube se funde com o departamento de futebol do Schweriner SC, tornando independente no ano anterior para formar o FC Eintracht Schwerin.
Em 2003, um Sportgemeinschaft (SG) Dynamo Schwerin foi refundado. Durante a temporada 2006-2007, o Dynamo Schwerin obteve o primeiro lugar na Bezirksliga West e chegou à atual Landesliga West. Foi a terceira ascensão consecutiva. Foi ainda vice-campeão em 2008 e conquistou a a quarta promoção seguida. Em 2010, o SG Dynamo Schwerin disputou a Landesliga West.

### SG Schwerin/BSG Vorwärts Schwerin

SG Schwerin

Foi constituído em 1945 sob a apelação SG Schwerin. Participou de diversas competições locais. Em 1947, após a DFB readquirir as prerrogativas abandonadas por conta do regime nazista, um primeiro campeonato oficial foi reorganizado. As diferentes equipes engajadas lutaram na zona de ocupação. Na fase final da competição organizada na zona soviética sob o nome de Ostzonemeisterschaft. Duas equipes de cada zona foram qualificadas. O campeão de Mecklemburg-Vorpommern, o SG Schwerin foi eliminado na quartas de final por 3 a 1 pelo futuro campeão, o SG Planitz.
O clube se qualificou para o Ostzonemeisterschaft de 1949. Não passou da fase preliminar ao perder por 2 a 0 em Cottbus para o BSG "Franz-Mehring" Marga.
O SG Schwerin foi então rebatizado BSG Vorwärts Schwerin em 1949. Suas campanhas lhe valeram a honra de ter sido um dos fundadores da DDR-Oberliga, a maior divisão da Alemanha Oriental. Ao terminar a última temporada em décimo-quarto lugar, foi rebaixado para a DDR-Liga.

### BSG Einheit Schwerin
Rebaixado à Oberliga, o clube se tornou um dos fundadores da DDR-Liga na temporada 1950-1951. Em janeiro de 1951 foi renomeado BSG Einheit Schwerin.
Em 1952, foi rebaixado ao módulo imediatamente inferior, uma das quinze regionais Bezirksligas criadas a partir da temporada seguinte. Pela terceira vez, foi fundador de uma liga da Alemanha oriental. Dessa vez foi incluído na Bezirksliga Schwerin.
Em 1956, o BSG Einheit Schwerin conquistou o título da Bezirksliga Schwerin, a liga havia se tornado o quarto nível após a cisão da DDR-Liga em 1. DDR-Liga e 2. DDR-Liga. Mas esse título não lhe permitiu subir. No mesmo ano, 1956, os dirigentes políticos intervieram novamente. Uma parte do BSG Einheit foi reagrupada com o Traktor Schwerin. O restante se tornou ASG Vorwärts Schwerin.

### SC Traktor Schwerin
Em 1957, o Traktor Schwerin ganha a Bezirksliga e sobe à 2. DDR-Liga. O clube jogou cinco temporadas no Grupo 1 dessa liga que foi dissolvida ao fim da temporada 1962-1963.
A Bezirksliga Schwerin se tornou o terceiro nível da hierarquia da Deutscher Fussball Verband der DDR (DFV). Em 1964, o SC Traktor foi vice-campeão. Pouco depois do fim da temporada foi rebatizado BSG Motor Schwerin.

### BSG Motor Schwerin

BSG Motor

Em 1967, o BSG Motor venceu a Bezirksliga nas acaba eliminado durante a fase final. Após se sagrar vice-campeão em 1969 e 1970, o time conquista o título em 1972 e chega à DDR-Liga.
Rebaixado em 1974, o Motor Schwerin consegue o título dois anos mais tarde e retorna ao segundo nível. Ao fim do campeonato seguinte, cai novamente. 
Apesar do vice-campeonato em 1979, a equipe teve que esperar até 1983 para recuperar o título e voltar à DDR-Liga. Ao término da temporada 1986-1987, o BSG Motor Schwerin conquista títulos títulos na Bezirksliga, mas não consegue chegar à fase final.

### BSG Motor Kabelwerk Schwerin
Em 1988, o BSG Motor Schwerin foi renomeado BSG Motor Kabelwerk Schwerin.

### SV Schweriner Kabelwerk
No decorrer da temporada 1989-1990, os efeitos da queda do Muro de Berlim foram sentidos. O clube passou a ser gerenciado por agências civis para se apoiar nas necessidades financeiras. Em 1990, ficou conhecido como SV Schweriner Kabelwerk.
Em 1992, o Schweriner SC foi reestruturado, incorporando a fusão de SV Schweriner Kabelwerk com VfL Schwerin (resultado da fusão entre ISG Tiefbau e Grün-Weiss FSV Schwerin 1).
Revertido em Verbansliga Mecklenburg-Vorpommern (o 4º nível do futebol alemão reunificado) para a temporada 1991-1992, o SC Schweriner ficou em último e caiu para a Landesliga Mecklenburg-Vorpommern (nível 5). Voltaria para a Verbansliga visando a temporada 1994-1995, garantindo sua permanência nas seguintes duas temporadas.
Em 1996, a seção de futebol do Schweriner SC tornou-se um clube independente, em seguida, em 1 de julho de 1997, fundiu-se com o 1. FSV Schwerin para formar o FC Eintracht Schwerin.
Enquanto isso, a equipe de "reservas" do 1. FSV Schwerin tornou-se o Schweriner SC e tomou seu lugar na Landesliga West. Foi rebaixado em 2003. Em 2009, o Schweriner SC terminou vice-campeão no Ocidente e entrou na Berzirksliga Landesliga West. Em 2010, ficou em terceiro e enquanto o FC Eintracht desceu para a Bezirksliga.

### FC Eintracht Schwerin
Durante a temporada 1997-1998 o clube ocupou o lugar do 1. FSV Schwerin na Oberliga Nordost Nord (nível 4).
Após duas temporadas terminadas em quarto lugar, o clube foi rebaixado em 2000. Conquistou o título da Verbandsliga Mecklembourg-Vorpommern e retornou. Após duas temporadas na Oberliga Nordost Nord, o FC Eintracht Schwerin foi rebaixado.
Après deux saisons terminées au quatrième rang, le club fut relégué en 2000. Il conquit le titre de  dès l’année suivante et remonta.

## Títulos

### SG Dynamo Schwerin
- Campeão da Bezirksliga Schwerin: 1954, 1958;
- Campeão da II. DDR-Liga, Groupe A: 1963;
- Campeão da DDR-Liga, Grupo A: 1975;
- Vice-campeão da DDR-Liga, Grupo A: 1977, 1984;

### 1. FSV Schwerin
- Campeão da Verbandsliga Mecklemburg-Vorpommern: 1993;
- Vice-campeão da Verbandsliga Mecklemburg-Vorpommern: 1992;

### SG Schwerin
- Campeão da Landesklasse Mecklemburg-Vorpommern: 1948;

### BSG Einheit Schwerin
- Campeão da Bezirksliga Schwerin: 1956;
- Vice-campeão da Bezirksliga Schwerin: 1953;

### SC Traktor Schwerin
- Campeão da Bezirksliga Schwerin: 1957;
- Vice-campeão da Bezirksliga Schwerin: 1964;
- Vice-campeão da II. DDR-Liga, Grupo 1: 1959;

### BSG Motor Schwerin
- Campeão da Bezirksliga Schwerin: 1967, 1972, 1976, 1983, 1987;
- Vice-campeão da Bezirksliga Schwerin: 1969, 1970, 1979;

### FC Eintracht Schwerin
- Campeão da Verbandsliga Mecklembourg-Vorpommern: 2001;

## Títulos (Total 1. FSV Schwerin e seus predecessores)
O 1. FSV Schwerin e seus predecessores acumularam os seguintes títulos:
- 2x campeão da Bezirksliga Schwerin (1954, 1958);
- 1x campeão da II. DDR-Liga, Grupo A (1963);
- 1x campeão da DDR-Liga, Grupo A (1975);
- 2x Vice-campeão da DDR-Liga, Grupo A (1977, 1984);
- 1x campeão da Verbandsliga Mecklemburg-Vorpommern (1993);
- 1x vice-campeão da Verbandsliga Mecklemburg-Vorpommern (1992);

## Títulos (Total de títulos do Schweriner SC e seus predecessores)
- 1x campeão da Landeklasse Mecklemburg-Vorpommern (1948);
- 7x campeão da Bezirksliga Schwerin (1956, 1957, 1967, 1972, 1976, 1983, 1987;
- 5x vice-campeão da Bezirksliga Schwerin (1953, 1964, 1969, 1970, 1979);
- 1x vice-campeão da II. DDR-Liga, Grupo 1 (1959);

## Cronologia recente
| Temporada | Liga                                          | Lugar | Pontos |
| --------- | --------------------------------------------- | ----- | ------ |
| 2001/02   | NOFV-Oberliga Nordost Nord (4° Liga)          | 13°   | 28     |
| 2002/03   | NOFV-Oberliga Nordost Nord (4° Liga)          | 17°   | 32     |
| 2003/04   | Verbandsliga Mecklenburg-Vorpommern (5° Liga) | 08°   | 41     |
| 2004/05   | Verbandsliga Mecklenburg-Vorpommern (5° Liga) | 05°   | 44     |
| 2005/06   | Verbandsliga Mecklenburg-Vorpommern (5° Liga) | 03°   | 60     |
| 2006/07   | Verbandsliga Mecklenburg-Vorpommern (5° Liga) | 03°   | 60     |
| 2007/08   | Verbandsliga Mecklenburg-Vorpommern (5° Liga) | 08°   | 44     |
| 2008/09   | Verbandsliga Mecklenburg-Vorpommern (6° Liga) | 06°   | 48     |
| 2009/10   | Verbandsliga Mecklenburg-Vorpommern (6° Liga) | 05°   | 41     |
| 2010/11   | Verbandsliga Mecklenburg-Vorpommern (6° Liga) | 12°   | 30     |